# S/S Kouta
S/S Kouta är ett finländskt ångfartyg, byggt 1920. Fartyget överfördes till Ule träsk och gick i passagerartrafik mellan Kajana och Sotkamo fram till 1936. Men vägar byggdes och persontransporter blev olönsamt. Kouta byggdes om till bogserbåt och användes i timmerflottningen fram till 1966. Byggdes åter om till ett kryssningsfartyg och har varit med i flera filmer.